# Sébastien Thill
Sébastien Thill (Ciudad de Luxemburgo, 29 de diciembre de 1993) es un futbolista luxemburgués que juega de centrocampista en el Stal Rzeszów de la I Liga de Polonia.

## Trayectoria
En 2013 se mudó al Progrès Niedercorn de la División Nacional. El 4 de julio de 2017 anotó el gol de la victoria global por 2-1 contra el Rangers F. C. de Escocia en la primera ronda de clasificación de la Liga Europa de la UEFA que significó el primer triunfo del club en una competición europea.
El 5 de septiembre de 2020 fichó por el F. C. Tambov de Rusia en condición de cedido por una temporada. A mitad de la misma, el 20 de enero de 2021, se unió al club moldavo Sheriff Tiraspol con un préstamo de 1,5 años.
En junio de 2022 fichó por el F. C. Hansa Rostock.

## Selección nacional
Thill es internacional con la selección de fútbol de Luxemburgo, con la que debutó, el 5 de septiembre de 2015, en un partido de clasificación para la Eurocopa 2016 frente a la selección de fútbol de Macedonia del Norte, donde además anotó su primer gol como internacional, dándole, así, la victoria por 1-0 a Luxemburgo.

## Clubes
| Club                            | País       | Año       |
| ------------------------------- | ---------- | --------- |
| C. S. Pétange                   | Luxemburgo | 2009-2012 |
| F. C. Progrès Niedercorn        | Luxemburgo | 2012-2022 |
| F. C. Tambov (cedido)           | Rusia      | 2020      |
| F. C. Sheriff Tiraspol (cedido) | Moldavia   | 2021-2022 |
| F. C. Hansa Rostock             | Alemania   | 2022-2023 |
| Stal Rzeszów                    | Polonia    | 2023-     |

## Palmarés

### Títulos nacionales
| Título                        | Club                   | País     | Año  |
| ----------------------------- | ---------------------- | -------- | ---- |
| División Nacional de Moldavia | F. C. Sheriff Tiraspol | Moldavia | 2021 |
| División Nacional de Moldavia | F. C. Sheriff Tiraspol | Moldavia | 2022 |
| Copa de Moldavia              | F. C. Sheriff Tiraspol | Moldavia | 2022 |